# الانتفاضة الفلسطينية الثانية
الانتفاضة الفلسطينية الثانية أو انتفاضة الأقصى هي أحداث اندلعت في 28 سبتمبر 2000 وتوقفت فعلياً في 8 فبراير 2005 بعد اتفاق الهدنة الذي عقد في قمة شرم الشيخ والذي جمع الرئيس الفلسطيني المنتخب حديثاً محمود عباس ورئيس الوزراء الإسرائيلي أرئيل شارون، وتميَّزت هذه الانتفاضة مقارنة بسابقتها بكثرة المواجهات المسلحة وتصاعُد وتيرة الأعمال العسكرية بين المقاومة الفلسطينية والجيش الإسرائيلي، راح ضحيتها حوالي 4412 فلسطينيًا و48322 جريحًا. وأما خسائر الجيش الإسرائيلي تعدادها 334 قتيل ومن المستوطنين 735 قتيل، ليصبح مجموع القتلى والجرحى الإسرائيليين 1069 قتيل و4500 جريح، وعطب 50 دبابة من نوع ميركافا وتدمير عدد من الجيبات العسكرية والمدرعات الإسرائيلية. ومرت مناطق الضفة الغربية وقطاع غزة خلالها وبعدها بعدَّة اجتياحات إسرائيلية منها عملية الدرع الواقي وأمطار الصيف والرصاص المصبوب. كانت شرارة اندلاعها دخول زعيم المعارضة الإسرائيلية آنذاك أرئيل شارون إلى باحة المسجد الأقصى برفقة حراسه، الأمر الذي دفع جموع المصلين إلى التجمهر ومحاولة التصدي له، فكان من نتائجه اندلاع أول أعمال العنف في هذه الانتفاضة. يعتبر الطفل الفلسطيني «محمد الدُرَّة» رمزًا للانتفاضة الثانية فبعد يومين من اقتحام المسجد الأقصى، أظهر شريط فيديو التقطه مراسل قناة تلفزيونية فرنسية في 30 سبتمبر/أيلول 2000، مشاهد إعدام للطفل (11 عامًا) الذي كان يحتمي إلى جوار أبيه ببرميل إسمنتي في شارع صلاح الدين جنوبي مدينة غزة.
تميزت الانتفاضة الثانية بكثرة المواجهات بين الفصائل الفلسطينية والجيش الإسرائيلي، وتصاعدت وتيرة الأعمال العسكرية بين الطرفين، فنفذت الفصائل الفلسطينية العديد من العمليات الاستشهادية داخل المدن الإسرائيلية، فاستهدفت نقاط التفتيش الأمنية والمطاعم والحافلات، فتسببت بمقتل مئات الإسرائيليين، ووصلت ذروته عام 2002 بمعدل 22 من الوفيات شهرياً.
يعتبر الكثيرون قمة شرم الشيخ في 8 فبراير 2005 نهاية الانتفاضة الثانية. باتفاق الرئيس الفلسطيني محمود عباس ورئيس الوزراء الإسرائيلي أرئيل شارون على أن جميع الفصائل الفلسطينية ستوقف جميع أعمال العنف ضد الإسرائيليين في كل مكان، بينما توقف إسرائيل كل نشاطها العسكري ضد الفلسطينيين في كل مكان. كما أكدوا مجدداً التزامهم بخريطة الطريق لعملية السلام. وافق شارون على إطلاق سراح 900 أسير فلسطيني من بين 7500 محتجز في ذلك الوقت، والانسحاب من مدن الضفة الغربية التي أعيد احتلالها خلال الانتفاضة، إلا أن مراقبين يرون أن الانتفاضة الثانية لم تنته لعدم توصل الفلسطينيين والإسرائيليين إلى أي حل سياسي، واستمرار المواجهات في مدن الضفة.

## قبل الانتفاضة
بدءاً من نهاية عام 1999 ساد شعور عام بالإحباط لدى الفلسطينيين لانتهاء الفترة المقررة لتطبيق الحل النهائي بحسب إتفاقيات أوسلو والشعور بالإحباط بسبب المماطلة وجمود المفاوضات بين الطرفين الفلسطيني والإسرائيلي بعد مؤتمر قمة كامب ديفيد، وتوضّح أن محاولة «إسرائيل» بدعم من الولايات المتحدة فرض حل على الفلسطينيين بعيداً عن قرارات الشرعية الدولية (242، 338، 1397)، ذلك بالإضافة إلى عدم تطبيق الصهاينة «إسرائيل» للعديد من الجوانب التي تم الاتفاق عليها في أوسلو أو الاتفاقيات والمفاوضات اللاحقة. واستمرار الصهاينة «إسرائيل» في سياسة الاغتيالات والاعتقالات والاجتياحات لمناطق السلطة الفلسطينية ورفض الإفراج عن الأسرى الفلسطينيين. بالإضافة إلى استمرار بناء المستوطنات واستبعاد عودة اللاجئين واستبعاد الانسحاب لحدود حزيران 1967، جعل الفلسطينيين متيقنين بعدم جدوى عملية السلام للوصول إلى تحقيق الاستقلال الوطني.
بالجانب الإسرائيلي، طبق بنيامين نتنياهو بعض ما في اتفاق واي ريفر/١ ولم يطبق بعضه الآخر، فاستلم الحكم حزب الليكود بزعامة إيهود باراك واستأنف عملية السلام، فلجأ إيهود باراك إلى رأي المستوطنين المعتدلين، وحصل على اتفاق لتفكيك 12 بؤرة استيطانية جديدة تم بناؤها منذ اتفاقية واي ريفر في تشرين الثاني (نوفمبر) 1998، لكن التوسيع المُستمر للمستوطنات القائمة مع وجود خطط لبناء 3000 منزل جديد في الضفة الغربية، قوبلت بإدانة شديدة من القيادة الفلسطينية. على الرغم من السماح بالبناء داخل المستوطنات القائمة بموجب اتفاقيات أوسلو، إلا أن المؤيدين الفلسطينيين يؤكدون أن أي بناء مستمر يتعارض مع روحها، وأضر بنتيجة مفاوضات الوضع النهائي، وقوض ثقة الفلسطينيين في رغبة باراك في السلام. تعثرت عملية السلام وانطلقت الانتفاضة الفلسطينية الثانية، فاستغل باراك تفجيرات ١١ سبتمبر ليجعل من حرب أميركا على الإرهاب حربا على كل اتفاقات السلام المعقودة مع الفلسطينيين.

## ميزان القوى
من ناحية الفلسطينيين: كان يوجد 35,000 جندي من الأجهزة الأمنية وأسلحتهم بنادق كلاشنكوف و45 مُصفّحة من نوع (بي أر دي ام-2) أما مسلحو المقاومة أسلحتهم بنادق كلاشنكوف وأم-16 وبعض الألغام محلية الصنع. أما من ناحية الإسرائيليين: حشدوا لهذه المعركة 60,000 جندي من الجيش الإسرائيلي و1000 دبابة و450 طائرة مقاتلة من طراز اف-16 وفانتوم وإف-15 إيغل و50 مروحية هجومية من طراز أباتشي.

## تسلسل الأحداث

### عام 2000
في 28 سبتمبر 2000، قام أرئيل شارون وأعضاء من حزب الليكود، جنبا إلى جنب مع 1000 حارس مسلح، بزيارة المسجد الأقصى وتجول في ساحاته، وقال ان «الحرم القدسي سيبقى منطقة إسرائيلية» مما أثار استفزاز المصلين الفلسطينيين وتسبب بمظاهرة كبيرة من الفلسطينيين احتجاجا على هذه الزيارة، وبدأ الفلسطينيون من الحرم القدسي برمي الحجارة على الشرطة الإسرائيلية. التي قامت بإطلاق الغاز المسيل للدموع والرصاص المطاطي على الحشد مما أسفر عن مقتل 7 شهداء وجُرح 250 وأُصيب 13 جندي إسرائيلي وكانت هذه بداية أعمال الانتفاضة. ومع بداية انتفاضة الأقصى، أسس ما يعرف بلجان المقاومة الشعبية والتي شكلت جناحًا عسكريًا أطلقت عليه ألوية الناصر صلاح الدين، وفيه نشطاء من فصائل مختلفة جلهم من فتح وبعضهم من حماس والجهاد الإسلامي. يرى بعض المعلقين، نقلاً عن خطب لاحقة من قبل مسؤولين في السلطة الفلسطينية، وخاصة عماد الفالوجي وعرفات نفسه، أن الانتفاضة كانت مُخططة مسبقا قبل أشهر من هذه الزيارة، ربما في يوليو أو تموز عند عودة ياسر عرفات من محادثات كامب ديفيد.

#### مقتل محمد الدرة

لحظة قتل محمد الدرة بعدسة المصور الفرنسي شارل إندرلان لقناة فرنسا 2

وقعت حادثة قتل الصبي محمد الدرة في شارع صلاح الدين بقطاع غزة في الثلاثين من سبتمبر عام 2000، في اليوم الثاني من انتفاضة الأقصى، وسط احتجاجات امتدت على نطاق واسع في جميع أنحاء الأراضي الفلسطينية. والتقطت عدسة المصور الفرنسي شارل إندرلان المراسل بقناة فرنسا 2 مشهد احتماء جمال الدرة وولده محمد البالغ من العمر اثنتي عشرة عامًا، خلف برميل إسمنتي، بعد وقوعهما وسط محاولات تبادل إطلاق النار بين الجنود الإسرائيليين وقوات الأمن الفلسطينية. وعرضت هذه اللقطة التي استمرت لأكثر من دقيقة، مشهد احتماء الأب وابنه ببعضهما البعض، ونحيب الصبي، وإشارة الأب لمطلقي النيران بالتوقف، وسط إطلاق وابل من النار والغبار، وبعد ذلك ركود الصبي على ساقي أبيه. وبعد تسع وخمسين ثانية من البث المبدئي للمشهد في فرنسا، بتعليق صوتي من رئيس مكتب فرنسا 2 بإسرائيل، شارل إندرلان، الذي لم يشاهد الحادث بنفسه، ولكنه اطلع على كافة المعلومات المتعلقة به، من المصور عبر الهاتف، أخبر إندرلان المشاهدين أن محمد الدرة ووالده كانا «هدف القوات الإسرائيلية من إطلاق النيران»، وأن الطفل قد قُتِل. وبعد التشييع في جنازة شعبية تخلع القلوب، مجّد العالم العربي والإسلامي محمد الدرة باعتباره شهيدًا.

#### هبة أكتوبر
أعلنت لجنة المتابعة العليا للجماهير العربية إضرابا شاملا في الأول من أكتوبر. كان الإضراب احتجاجا على وضع الأقلية العربية في إسرائيل والأحداث الأولى في الانتفاضة. كانت المظاهرات سلمية في البداية لكنها تطورت في مختلف البلدات إلى هبات غضب وإغلاق بعض الشوارع والقاء الحجارة. كانت النتيجة الخراب في الكثير من المناطق وسقوط القتلى. وكان اليوم الثاني للمظاهرات 2 أكتوبر، هو الأكثر دموية، فهبت الجماهير غضبا على مقتل ثلاثة ضحايا في اليوم الأول وانتشرت المظاهرات العنيفة وأعمال الشغب وأُغلِقت طرق رئيسية وخرجت الأمور تماما عن سيطرة قوات الأمن الداخلي. استمرت المظاهرات في اليوم الثالث ولكن وتيرتها انخفضت وساد الهدوء لثلاثة أيام قبل رجوع المظاهرات من جديد بسبب شحن الأجواء بعد اختطاف حزب الله لثلاثة جنود إسرائيليين في السابع من أكتوبر وإشعال الأمر لمظاهرات مضادة في الوسط اليهودي، فشارك الآلاف من اليهود الإسرائيليين في أعمال عنف في تل أبيب وأماكن أخرى، وفي 8 أكتوبر، وقام بعضهم بإلقاء الحجارة على الفلسطينيين وتدمير الممتلكات وترديد «الموت للعرب». هدأت الأجواء بعد الثامن من أكتوبر وتوقفت المظاهرات عمليا في العاشر من أكتوبر.

الصورة الرمزية لعودة وهو يلقي بحجر على دبابة للجيش الإسرائيلي في قطاع غزة

وفي 12 أكتوبر 2000، قُتِل جنديين إسرائيليان في رام الله عندما قام فلسطينيون بقتل جنديي احتياط في جيش الاحتلال الإسرائيلي دخلا عن «طريق الخطأ» مدينة رام الله الخاضعة لسيطرة السلطة الوطنية الفلسطينية وسط الضفة الغربية. كانت الشرطة المدنية الفلسطينية قد احتجزتهما في مركز شرطة مدينة البيرة لكن حشدا من الفلسطينيين الغاضبين الذين كانوا في جنازة شاب فلسطيني قتلته إسرائيل هاجم مركز الشرطة وقتل الجنود المحتجزين. وبتاريخ 8 نوفمبر 2000، قُتل الطفل الفلسطيني فارس عودة  على يد الجيش الإسرائيلي قرب معبر المنطار (حاجز كارني) شرق قطاع غزة بينما كان يرمي الحجارة خلال الشهر الثاني من الانتفاضة، ويذكر بكونه تصدى لدبابة إسرائيلية بحجارته الصغيرة وأثارت هذه الصورة المجتمع الدولي وتصدرت صفحات الصحف والمجلات العالمية حينها.

#### معايير كلينتون
تصاعدت الاشتباكات بين القوات الإسرائيلية والفلسطينيين بشكل حاد في 1 نوفمبر، عندما قُتل ستة فلسطينيين وثلاثة جنود إسرائيليين، وجُرح 140 فلسطينيًا وأربعة جنود إسرائيليين. في الأيام اللاحقة، ازداد عدد الضحايا، مع وقوع اشتباكات كل يوم في نوفمبر / تشرين الثاني. قُتِل ما مجموعه 122 فلسطينيا و 22 إسرائيليا. وفي محاولة أخيرة من قبل إدارة كلينتون لتحقيق اتفاق سلام بين الإسرائيليين والفلسطينيين (خلال الأسابيع الأخيرة للانتقال الرئاسي من بيل كلينتون إلى جورج دبليو بوش)، عرض كلينتون مُقترحات تقريب المواقف عُرِفت بـ «معايير كلينتون»، وكان القصد من معايير كلينتون أن تكون أساسًا لمزيد من المفاوضات. أكد البيت الأبيض في اليوم التالي في بيان جاء فيه أن «الجانبين تقبل الآن أفكار الرئيس مع بعض التحفظات»، لكن بعد ثلاثة أسابيع من الرد الفلسطيني، انعقدت قمة طابا وكان الوقت انتهى قبل انتخابات رئاسة الوزراء الإسرائيلية عام 2001.

### 2001
بدأت مُحادثات جرت بين إسرائيل والسلطة الفلسطينية، في الفترة من 21 يناير حى 27 يناير، 2001 في طابا في شبه جزيرة سيناء، والهدف من محادثات السلام هو الوصول إلى الوضع النهائي لإنهاء الصراع الإسرائيلي الفلسطيني حيث تقدم الفلسطينيون بمذكرة تفاهم يصرون فيها على أن تعترف إسرائيل بمسؤوليتها الأخلاقية والقانونية عن مشكلة اللاجئين ومسؤوليتها عن الحيلولة دون التوصل إلى حل يتفق وقرار الأمم المتحدة رقم 194 وقد فشلت مفاوضات طابا نظراً لوجود ثغرات كبيرة بين إسرائيل والفلسطينيين. بعد هجوم انتحاري ضرب نتانيا في 18 مايو، استخدمت إسرائيل لأول مرة منذ عام 1967 الطائرات الحربية لمهاجمة أهداف للسلطة الفلسطينية في الضفة الغربية وقطاع غزة، مما أسفر عن مقتل 12 فلسطينيا، وقُتل ما مجموعه 469 فلسطينيًا و 199 إسرائيليًا في عام 2001. ويذكر تقرير منظمة العفو الدولية عن العام الأول للانتفاضة: «الغالبية العظمى من حالات القتل والإصابات غير القانونية في إسرائيل والأراضي المحتلة ارتكبها الجيش الإسرائيلي باستخدام القوة المفرطة. على وجه الخصوص ، استخدم الجيش الإسرائيلي المروحيات التي قدمتها الولايات المتحدة في هجمات صاروخية عقابية حيث لم يكن هناك خطر وشيك على الحياة. كما استخدمت إسرائيل طائرات الهليكوبتر الحربية لتنفيذ عمليات إعدام خارج نطاق القضاء وإطلاق النار على أهداف أسفرت عن مقتل مدنيين ، بمن فيهم أطفال.» وشرعت إسرائيل في اغتيال قادات الفصائل الفلسطينية منهم صلاح الدين دروزة، وكان الرد بتنفيذ العديد من العمليات الاستشهادية داخل المدن الإسرائيلية، منها هجوم مطعم سبارو كان يوم الخميس 9 أغسطس 2001، حيث استهدف مجموعة من المستوطنين الإسرائيليين في مطعم سبارو الموجود في مدينة القدس، والذي نفذ الهجوم أحد افراد كتائب القسام وشاركت أحلام التميمي بنقله إلى المطعم. واغتيل رحبعام زئيفي وزير السياحة الإسرائيلي في عملية انتقامية قام بها أفراد من الجبهة الشعبية لتحرير فلسطين حيث قاموا باغتياله في يوم الأربعاء الموافق 17 أكتوبر 2001 في فندق حياة ريجنسي في القدس.
عملت الفصائل الفلسطينية على تطوير أجنحتها العسكرية، وخاصة كتائب القسام الجناح المسلح لحركة المقاومة الإسلامية (حماس)، التي توسعت كثيرًا، عُدّة وعتاداً، وباتت تمتلك صواريخ تضرب بها المدن والبلدات الإسرائيلية. وكانت مستوطنة "سديروت"، جنوبي إسرائيل، على موعد مع تلقي أول صاروخ فلسطيني محلي الصنع، أطلقته كتائب القسام، بعد عام من انطلاق انتفاضة الأقصى يوم 26 أكتوبر/تشرين الأول 2001، لتطور الكتائب بعد ذلك وعلى نحو متسارع من قدراتها في تصنيع الصواريخ.

### 2002
وصلت ذروت العمليات الانتحارية عام 2002 بمعدل 22 من الوفيات شهريا، وشهدت أولى الفدائيات الإناث في انتفاضة الأقصى، حيث قامت وفاء إدريس بعملية استشهادية في القدس يوم 27 يناير 2002؛ وأسفرت عن مقتل إسرائيلي وإصابة 90 آخرين بجروح. تلتها دارين أبوعيشة، فآيات الأخرس. ونفذّت كتائب الشهيد عز الدين القسام عملية اقتحام لمستوطنة عتصمونا في عملية عسكرية نفذها محمد فتحي فرحات، حدثت ليلة الخميس وفجر الجمعة في 8 مارس 2002م، حيث قتل 7 جنود على الأقل وأصاب أكثر من 10 آخرين. كان الهجوم الأكثر دموية في تاريخ إسرائيل مجزرة عيد الفصح، حيث حدثت خلال عيد الفصح اليهودي بتاريخ 27 مارس 2002، عندما قام عبد الباسط عودة من مدينة طولكرم وهو أحد المنتمين إلى حركة حماس بتفجير نفسه داخل فندق بارك في مدينة نتانيا الإسرائيلية، إذ قتل في الهجوم ما يزيد عن ثلاثين إسرائيليًا وأصيب 140 آخرون بجروح، وعلى على إثر التفجير، فقد أطلق رئيس الوزراء الإسرائيلي أرئيل شارون عملية الدرع الواقي العسكرية التي ضربت كافة الأراضي الفلسطينية، في يناير 2002، استولت قوات من الجيش الإسرائيلي على السفينة إم في كارين أيه والتي وفقا للجيش كانت سفينة بضائع فلسطينية في البحر الأحمر. تحمل 50 طنا من الأسلحة بما في ذلك صواريخ كاتيوشا قصيرة المدى وصواريخ مضادة للدبابات ومتفجرات شديدة الانفجار.

ريم الرياشي أول استشهادية في «كتائب الشهيد عز الدين القسام»، والأولى من قطاع غزة.

قامت إسرائيل بمحاولة لتصفية القيادي مروان البرغوثي جسديا ولكن المحاولة لم تكن ناجحة، وفي 15 أبريل 2002، ألقت السلطات الإسرائيلية القبض عليه في منزله، بعد اعتقال ابن عمه وقدمته لمحكمة التي بدورها أدانته بتهم القتل والشروع بالقتل وحُكم عليه بالسجن المؤبد 5 مرات.

#### عملية الدرع الواقي

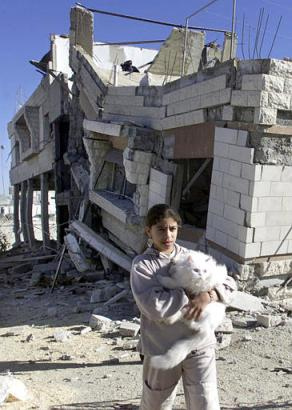
صورة من احياء مخيم بلاطة عام 2002

قامت إسرائيل بعملية الدرع الواقي باحتلال ومهاجمة مدن السلطة الفلسطينية عقب قيام العسكري الفلسطيني «عبد الباسط عودة» بتنفيذ عملية فندق بارك التي تعد أضخم عملية تفجيرية دموية في تاريخ إسرائيل. كان الهدف الرئيسي من عملية الدرع الواقي هو القضاء نهائيًا على الانتفاضة الفلسطينية الثانية، وقد انطلقت العملية في 29 مارس 2002 وانتهت في 10 مايو 2002، وحشدت لها إسرائيل ما يقارب 30 ألف جندي. كان من أهداف هذه العملية العسكرية إنهاء العمليات الاستشهادية داخل إسرائيل لكن طوال فترة العملية لم تنجح العملية بصورة ملحوظة في خفض عددها. بعد انتهاء العملية العسكرية وانسحاب الجيش الإسرائيلي شرعت الحكومة الإسرائيلية ببناء الجدار العازل. 

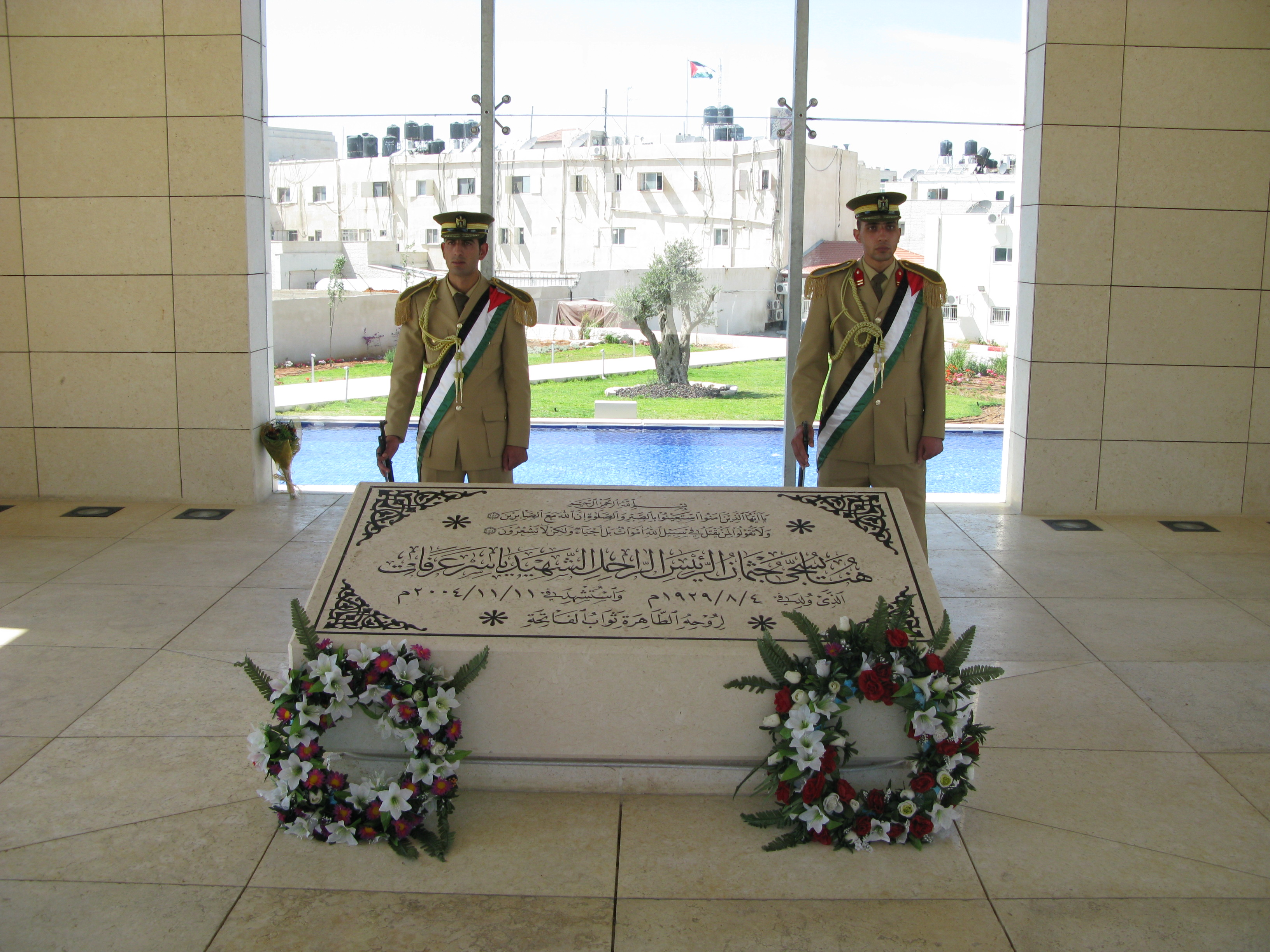
السلطة الفلسطينية تشرف حراسة قبر ياسر عرفات في المجمع الحكومي للسلطة الفلسطينية، رام الله

في غضون ذلك، تعرض ياسر عرفات من قبل الإدارة الأمريكية وإسرائيل لحملة لإقصائه عن السلطة أو إبعاده عن مركز القرار فيها بدعوى تحميله مسؤولية ما وصلت إليه الأوضاع في أراضي السلطة الفلسطينية من تدهور، ففي يوم 24 مايو 2002 طلب الرئيس الأمريكي جورج بوش تشكيل قيادة فلسطينية جديدة، وبسبب الضغط الدولي وانسداد الأفق السياسي اضطر عرفات للتنازل عن بعض صلاحياته لرئيس الوزراء محمود عباس ولكن عباس سرعان ما استقال وتولى المنصب أحمد قريع. فرضت إسرائيل حصارًا على مقر الرئاسة الفلسطينية حيث يتواجد الرئيس الفلسطيني ياسر عرفات، وبقي الرئيس الفلسطيني محاصرًا في المقر حتى نهاية أيام حياته؛ حيث لم يسمح له بالخروج إلا للسفر لتلقي العلاج بعد أن تم تسميمه ومن ثم وفاته عام 2004.

#### مذبحة جنين
قام الجيش الإسرائيلي عملية التوغل في جنين في الفترة من 1 إلى 11 أبريل 2002. وتشير مصادر الحكومة الإسرائيلية وقوع معركة شديدة في جنين، مما اضطر جنود الجيش الإسرائيلي إلى القتال بين المنازل. بينما تشير مصادر السلطة الفلسطينية ومنظمات حقوق الإنسان ومنظمات دولية أخرى أن القوات الإسرائيلية أثناء إدارة عملياتها في مخيم اللاجئين قامت بارتكاب أعمال القتل العشوائي، واستخدام الدروع البشرية، والاستخدام غير المتناسب للقوة، وعمليات الاعتقال التعسفي والتعذيب، ومنع العلاج الطبي والمساعدة الطبية. مع ذلك كان تقرير الأمم المتحدة عن المجزرة منحازا بشكل واضح للكيان الصهيوني، حيث ساوى بين الطرفين من حيث القوة العسكرية، ووصفهما كأنهما خصمان في ساحة حرب!! 
وقد كانت هذه العملية ضمن عملية اجتياح شاملة للضفة الغربية، أعقبت تنفيذ عملية تفجير في فندق في مدينة نتانيا، وقد هدفت عملية الاجتياح القضاء على المجموعات الفلسطينية المسلحة التي كانت تقاوم الاحتلال، وكانت جنين وبلدة نابلس القديمة مسرحاً لأشرس المعارك التي دارت خلال الاجتياح، حيث قرر مجموعة من المقاتلين الفلسطينيين محاربة القوات الإسرائيلية حتى الموت، الأمر الذي أدى إلى وقوع خسائر جسيمة في صفوف القوات الإسرائيلية، ومن ثم قامت باجتياح مخيم جنين في محاولة للقضاء على المجموعات المقاتلة حيث تم قتل واعتقال الكثير منهم، كما قامت القوات الإسرائيلية بعمليات تنكيل وقتل بحق السكان - حسب المصادر الفلسطينية ومعظم المصادر الإخبارية العالمية المحايدة والجمعيات الدولية أدى إلى سقوط العشرات، فيما حملت إسرائيل المقاتلين الفلسطينيين مسؤولية تعريض حياة المدنيين للخطر. وبتاريخ 22 يوليو 2002، عندما كان دان حالوتس قائدا لسلاح الجو الإسرائيلي، قام الجيش الإسرائيلي بضرب مبنى في مدينة غزة بهدف اغتيال القائد بحركة حماس وأحد مؤسسي كتائب القسام الشهيد صلاح شحادة. قُتل شحادة وقتلت معه زوجته وإحدى بناته مع عدد آخر من المدنيين معظمهم من الأطفال، وعرفت هذه الحادثة بمجزرة «حي الدرج»، وهو أحد أحياء غزة المكتظة بالسكان.

#### حصار كنيسة المهد
كجزء من العملية الإسرائيلية «الدرع الواقي»، احتلت القوات الإسرائيلي مدينة بيت لحم في الفترة من 2 أبريل إلى 10 مايو، وحاولت القبض على نشطاء فلسطينيين مشتبه بهم، فر العشرات منهم ولجأوا إلى كنيسة المهد. حاصر الجيش الإسرائيلي الموقع، بينما كان بداخله مدنيون فلسطينيون، ومسلحون وقساوسة. خلال الحصار، قتل قناصة الجيش الإسرائيلي 8 مسلحين داخل الكنيسة وجرحوا أكثر من 40 شخصًا. ذكر الفرنسيسكان بأنه لم يتم احتجاز أي رهائن، بينما زعمت المصادر الإسرائيلية أن الرهبان وغيرهم كانوا محتجزين كرهائن على أيدي مسلحين. بعد 39 يومًا، تم التوصل إلى اتفاق، سلم بموجبه المسلحون أنفسهم إلى القوات الإسرائيلية، مع نفيهم إلى أوروبا وقطاع غزة.

### 2003

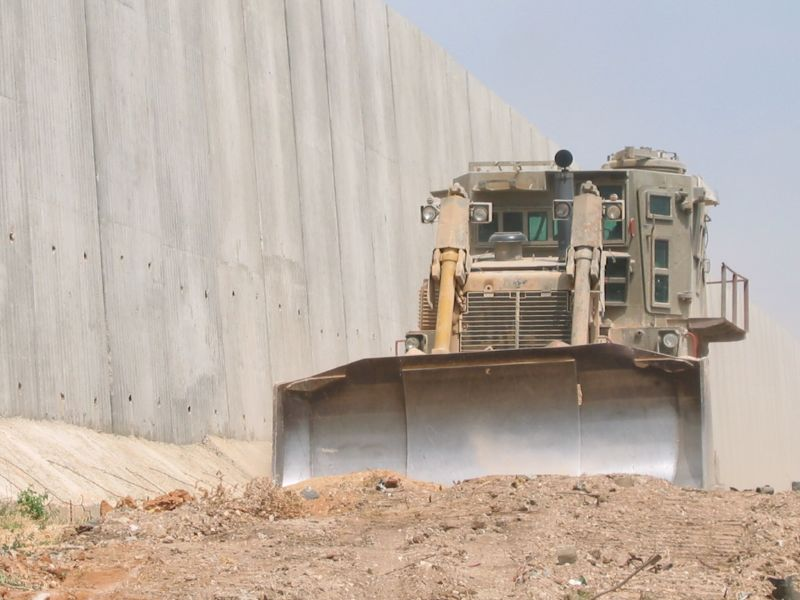
البناء الإسرائيلي المبكر لجدار الضفة الغربية ، 2003

بدأت عمليات الجيش الإسرائيلي سنة 2003 تتحول في اتجاه رسم خطوط أمنية جديدة في الضفة الغربية وغزة، وتمهيد السبيل أمام إسرائيل لتقدم من جانبها على فك الارتباط مع غزة، وبات الهدف إقامة مناطق عازلة على طول حدود غزة الشمالية والجنوبية، والقضاء على أقوى جيوب المقاومة الفلسطينية (غزة وجنين ونابلس). وكانت العمليات تجري بالتوازي مع بناء الجيش الإسرائيلي لجدار الفصل في الضفة الغربية (بوشرت الخطط في نيسان/أبريل 2002 وتسارعت عمليات البناء في آذار/مارس 2003 (لخلق منطقة عازلة موازية للخط الأخضر في الضفة الغربية، وتعزيز الضم الفعلي للمستوطنات اليهودية حول القدس، وربما لتوسيع منطقة جدار الفصل العازلة عبر وادي الأردن، بحيث توازي الحدود الفاصلة بين الضفة الغربية والأردن. 

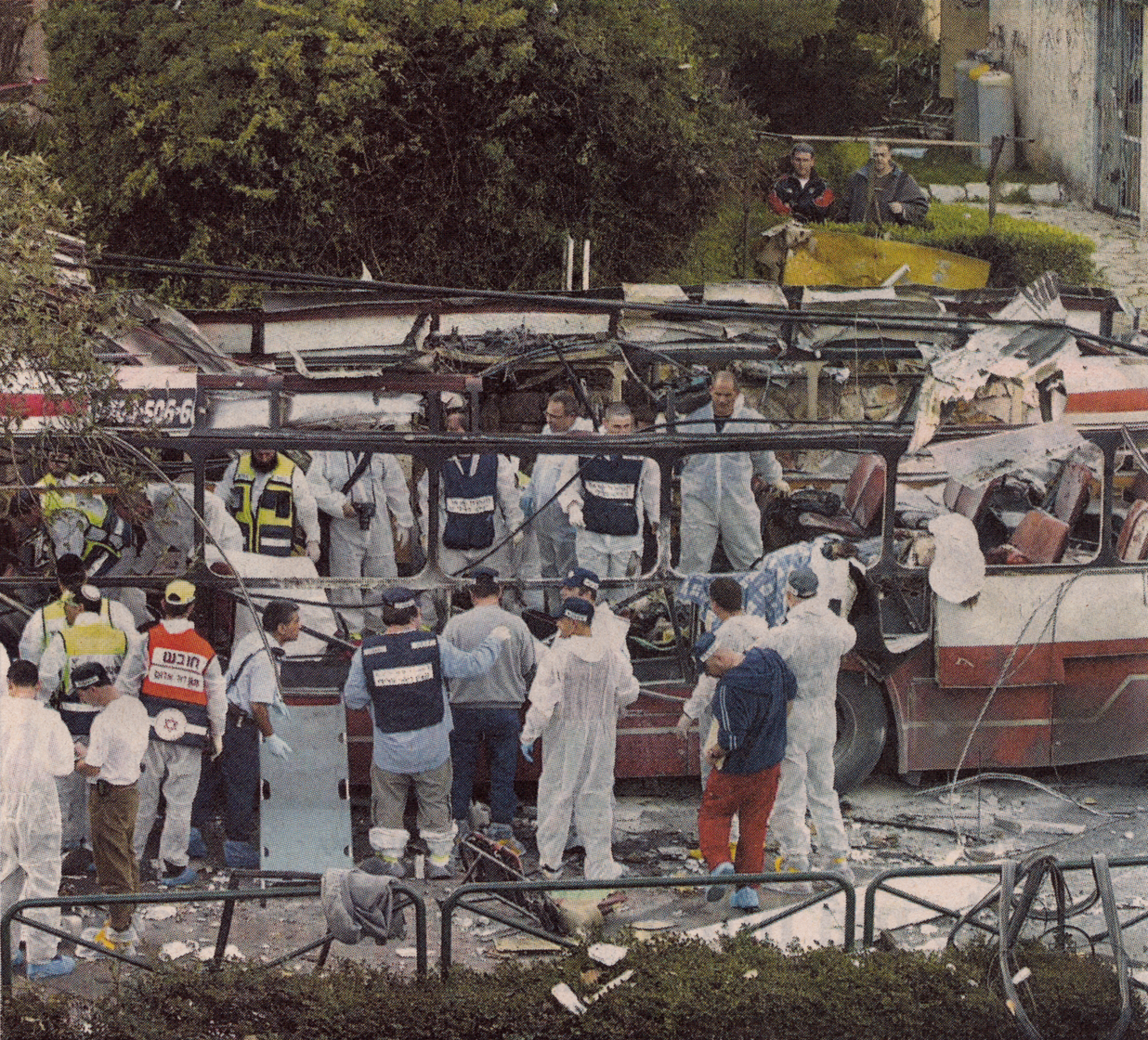
في أعقاب تفجير حافلة في حيفا عام 2003

بتاريخ 16 فبراير 2003 اغتال الجيش الإسرائيلي نضال فرحات وهو قائد عسكري في كتائب الشهيد عز الدين القسام وهو يحاول تجهيز طائرة القسام بدون طيار (أبابيل1)، وينسب إليه اختراع صاروخ القسام برفقة الشهيد تيتو مسعود. وقامت وحدة خاصة إسرائيلية عالية التدريب تدعى وحدة يمام باغتيال عبد الله القواسمي في 21 حزيران 2003، وهو قائد عسكري في كتائب عز الدين القسام والمسؤول عن العديد من عمليات المقاومة الفلسطينية ضد الاحتلال الإسرائيلي، مما اعتبره الاحتلال آنذاك المطلوب رقم واحد لديه. في 19 أغسطس، نفذت كلًا من «حركة حماس» و"الجهاد الإسلامي" هجوما انتحاريا على حافلة مزدحمة في القدس أسفرت عن مقتل 23 مستوطنا إسرائيليا، وكانت العملية بمثابة إنهاء الهدنة التي تم الإعلان عنها في يوليو 2003 م. وفي 21 أغسطس من نفس العام، اغتالت القوات الإسرائيلية القيادي إسماعيل أبو شنب في حركة المقاومة الإسلامية (حماس)، بقصف سيارته بغزة.
في 21 مايو من نفس العام، استولت البحرية الإسرائيلية قارب صيد «أبو حسن» استخدمت لتهريب الأسلحة إلى قطاع غزة. وفقاً لوزارة الخارجية الإسرائيلية؛ فقد كان القارب يبحر من لبنان إلى مصر حاملاً خبير متفجرات من حزب الله متجه إلى غزة. ضبطت القوات البحرية السفينة في المياه الدولية قبالة مدينة حيفا بشمال إسرائيل. كما تمت مصادرة أقراص كمبيوتر مدمجة مع تعليمات حول كيفية إعداد المتفجرات، وأجهزة تفجير القنابل.

### 2004

#### اغتيال أحمد ياسين
في يوم الاثنين غرة صفر 1425هـ الموافق 22 مارس عام 2004م قامت الطائرات الإسرائيلية بإطلاق عدة صواريخ استهدفت أحمد ياسين مؤسس حركة حماس بينما كان عائداً من أداء صلاة الفجر في مسجد المجمع القريب من منزله في حي صبرا في غزة  بعملية أشرف عليها رئيس الوزراء الإسرائيلي أرئيل شارون. قامت مروحيات الأباتشي الإسرائيلية التابعة الجيش الإسرائيلي بإطلاق 3 صواريخ تجاه ياسين المقعد وهو في طريقه إلى سيارته مدفوعاً على كرسيه المتحرك من قبل مساعديه، فسقط ياسين شهيداً في لحظتها وجرح اثنان من أبنائه في العملية وقتل معه سبعه من مرافقيه. وقد تناثرت أجزاء الكرسي المتحرك الذي كان ينتقل عليه ياسين في أرجاء مكان الهجوم الذي تلطخ بدمائه ومرافقيه خارج المسجد. مما أدى أيضاً إلى تناثر جسده وتحويله إلى أشلاء وهنا ارتقت روحه إلى بارئها ومات كما كان يتمنى.

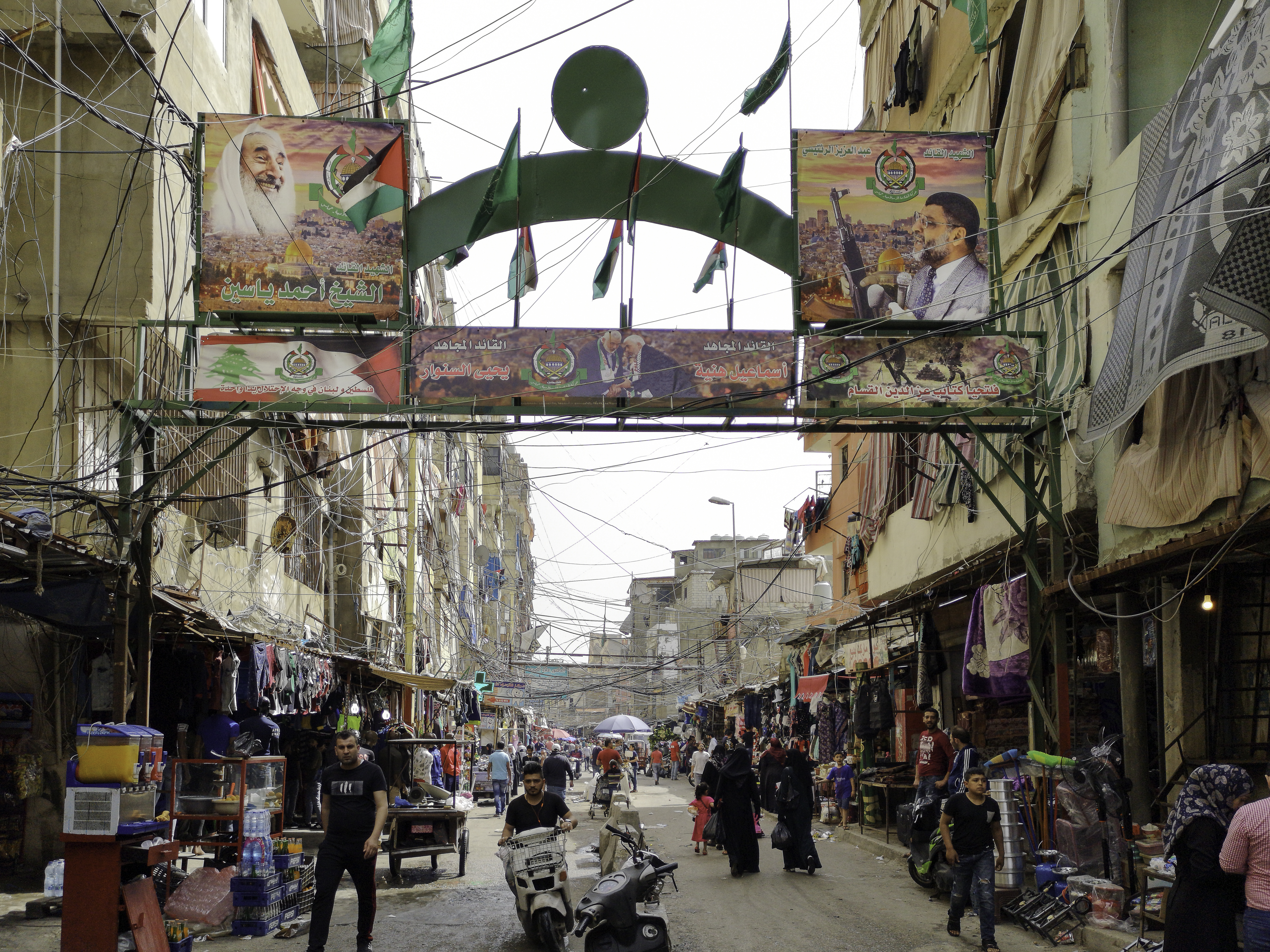
صورة لأحمد ياسين وعبد العزيز الرنتيسي على بوابة مخيم شاتيلا تكريماً لهما ، جنوب بيروت

اعترضت إسرائيل على أن يبحث مجلس الأمن قضية اغتيال أحمد ياسين بحجة أنه إرهابي. وفي نفس يوم الاغتيال ولد ستة أطفال في قرية أحمد ياسين وتسموا جميعاً بأحمد ياسين. عم الحزن والغضب كافة أرجاء العالم العربي والإسلامي وخرج عشرات الآلاف من الفلسطينيين إلى الشوارع للمشاركة في تشييع جثمان أحمد ياسين وقد صلي عليه صلاة الغائب في عددٍ كبيرٍ من مساجد العالم. نعت وأدانت الكثير من الدول وآلاف المؤسسات اغتيال أحمد ياسين، واعتبرت تلك الدول والمؤسسات أن استهداف جسده يعتبر جريمة حرب وتجاوزاً خطيراً. وقد تصاعدت التفاعلات في كافة البلدان العربية والإسلامية حيث تفننت كل جهة في تخليد ذكرى اغتياله.
بايعت حركة حماس عبد العزيز الرنتيسي في الداخل فتولى قيادة الحركة نظراً لكونه من المؤسسين وكبار المجاهدين وكبار زعماء حركة المقاومة الإسلامية فأختير على هذه الأسباب في الثالث والعشرين من مارس 2004 زعيماً لها في الداخل الفلسطيني في غزة خلفاً لأحمد ياسين، أعلن إسماعيل هنية - القيادي الآخر في حركة المقاومة الإسلامية - انتخاب الدكتور عبد العزيز الرنتيسي قائداً عاماً لحماس في غزة فيما رأس خالد مشعل مكتب حركة حماس، وقال هنية «إن الانتخابات التي جرت داخل مؤسسات حماس في حياة الشيخ ياسين أفرزت الأخ الدكتور القائد عبد العزيز الرنتيسي نائباً للشيخ أحمد ياسين وبهذا يقوم الرنتيسي مقام الشيخ بالنسبة للحركة ولشعبنا وأمتنا.» وفي أول خطاب ظهر فيه الرنتيسي بعد توليه قيادة حماس يحمل بندقية كلاشنكوف وقال:«هذا هو حوارنا مع الصهاينة وهذا - أي المقاومة المسلحة - هي طريقنا لتحرير الأقصى.»، واجتمع مجلس الأمن لبحث قضية اغتياله، وقبلها اجتمع بأيام لمناقشة اغتيال الشيخ أحمد ياسين، واستخدمت أمريكا الفيتو ضد إدانة الكيان الصهيوني. وهكذا تمت تصفية الرنتيسي بثلاثة صواريخ أطلقتها عليه طائرة الأباتشي التي قدمت الإدارة الأمريكية أسراباً منها إلى تل أبيب.

#### عمليات عسكرية
شنّ الجيش الإسرائيلي عملية عسكرية بتاريخ 18 مايو 2004 على مدينة رفح، وكان هدف إسرائيل من عملية قوس قزح مسح البنية التحتية للمجاهدين، والعثور على أنفاق التهريب التي تربط بين قطاع غزة ومصر، وقتل المقاومين بعد مقتل 13 جنديا إسرائيليا في حرب عصابات. قالت مصادر أمنية إسرائيلية ان العملية التي تهدف إلى إيقاف الصواريخ المضادة للدبابات والصواريخ الموجهة، وغيرها من صواريخ طويلة المدى التي يتم تخزينها ويجري تهريبها من الجانب المصري من خلال الأنفاق إلى قطاع غزة.

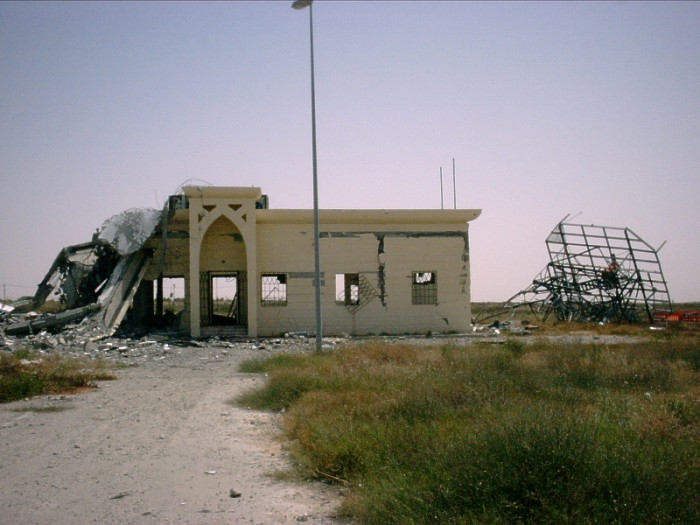
مطار ياسر عرفات الدولي بالقرب من رفح، والذي دمر على يد الجيش الإسرائيلي

شهدت رفح قدراً من الدمار لم يسبق له مثيل خلال العملية، أسفر عن هدم 298 منزلاً، وأذاق في سكان حي تل السلطان شتى ألوان العذاب من قتل للنساء والأطفال والشيوخ وتهديم للبيوت على رؤوس ساكنيها وقصف للمساجد والمدارس وبلغت حصيلة الشهداء 60 شهيدا ً وعدد كبير من الجرحى، وثقت منظمة هيومن رايتس ووتش وقوع انتهاكات منهجية للقانون الإنساني الدولي وانتهاكات جسيمة لحقوق الإنسان على أيدي الجيش الإسرائيلي. وخلال عمليات التوغل الكبيرة التي قام بها الجيش الإسرائيلي في الفترة من 18 إلى 23 مايو/أيار، ألحق الجيش دماراً واسعاً بالمنازل والطرق والحقول دون دليل على أن التدمير جاء تلبية لضرورات عسكرية مطلقة، بما في ذلك التدمير الذي وقع في مناطق من رفح بعيدة عن الحدود. وفي مناطق أبعد عن الحدود بحي البرازيل، حيث لم يكن التوغل الإسرائيلي متوقعاً، كان معظم السكان داخل بيوتهم عندما اقتحمت الجرافات المدرعة من طراز «كاتربيلر دي-9» الجدران عليهم. وسمحت الجرافات للأهالي بالفرار لكنها مضت قُدماً بعملية التدمير قبل أن يتمكنوا من جمع أمتعتهم.
وتم اجتياح بيت حانون من قبل الجيش الإسرائيلي والتي دامت لـ 37 يومًا كاملةً، حيثُ بدأت في 29 حزيران/يونيو ولم تنتهِ إلى في الخامس من آب/أغسطس 2004، وكان «الهدف المُعلن» هو منع الهجمات الصاروخية القاِدمة من غزة وذلك عقبَ مقتل مستوطنينِ في بلدة سديروت المُحتلّة في 28 حزيران/يونيو. خلَّف الجيش الإسرائيلي أضرارًا جسيمة على مستوى المنطقة؛ وذلك بعد محاولته اجتياح بيت حانون بالدبابات والجرافات ما تسبَّبَ في تدمير تدمير 70 منزلاً لمدنيين عُزَّل، فيما أبلغَ موقع الميزان عن تدميرِ 33 منزلاً تدميرًا بالكامل.
بعد فشل الجيش الإسرائيلي من تحقيق أهدافه في المعارك السابقة، شنت مجدداً، عملية عسكرية بريّة مدعومة جوًا على شمالي قطاع غزة ما بين 29 سبتمبر وحتى 16 أكتوبر 2004م، وركّزت العملية على مناطق بيت حانون، بيت لاهيا وجباليا شمالي قطاع غزة، لوقف خطر صواريخ القسام التي تستهدف مدينة سديروت والمستوطنات الإسرائيلية في قطاع غزة، اغتيل على أثر العملية عدنان الغول قائد وحدة التصنيع العسكري في كتائب عز الدين القسام، الذي كان المطلوب الثاني لإسرائيل بعد محمد ضيف، والمهندس عماد عباس، وقائد كتائب عز الدين القسام في شمال الضفة الغربية إحسان شواهنة. تعتبر جمعيات حقوق الإنسان «ثقافة الإفلات من العقاب» تكشَّفت داخل جيش الاحتلال الإسرائيلي بمقتل الطفلة إيمان الهمص، وقال جنود السرية التي قتلت الطفلة بأن قائدهم إطلاق النار عليها مراراً باستخدام رشاش آلي بقصد قتلها، وأكد ذلك شهود فلسطينيون، وأجرى جيش الاحتلال تحقيقاً في ذلك. وتراجع بعض الشهود الرئيسيين لاحقاً عن الإدلاء بشهاداتهم. واتهمت محكمة عسكرية إسرائيلية هذا القائد بالاستخدام غير القانوني لسلاحه، وقيامه بسلوك لا يليق بضابط، وبعرقلة مجرى العدالة، ولكن لم تعتبره مذنباً.

### 2005

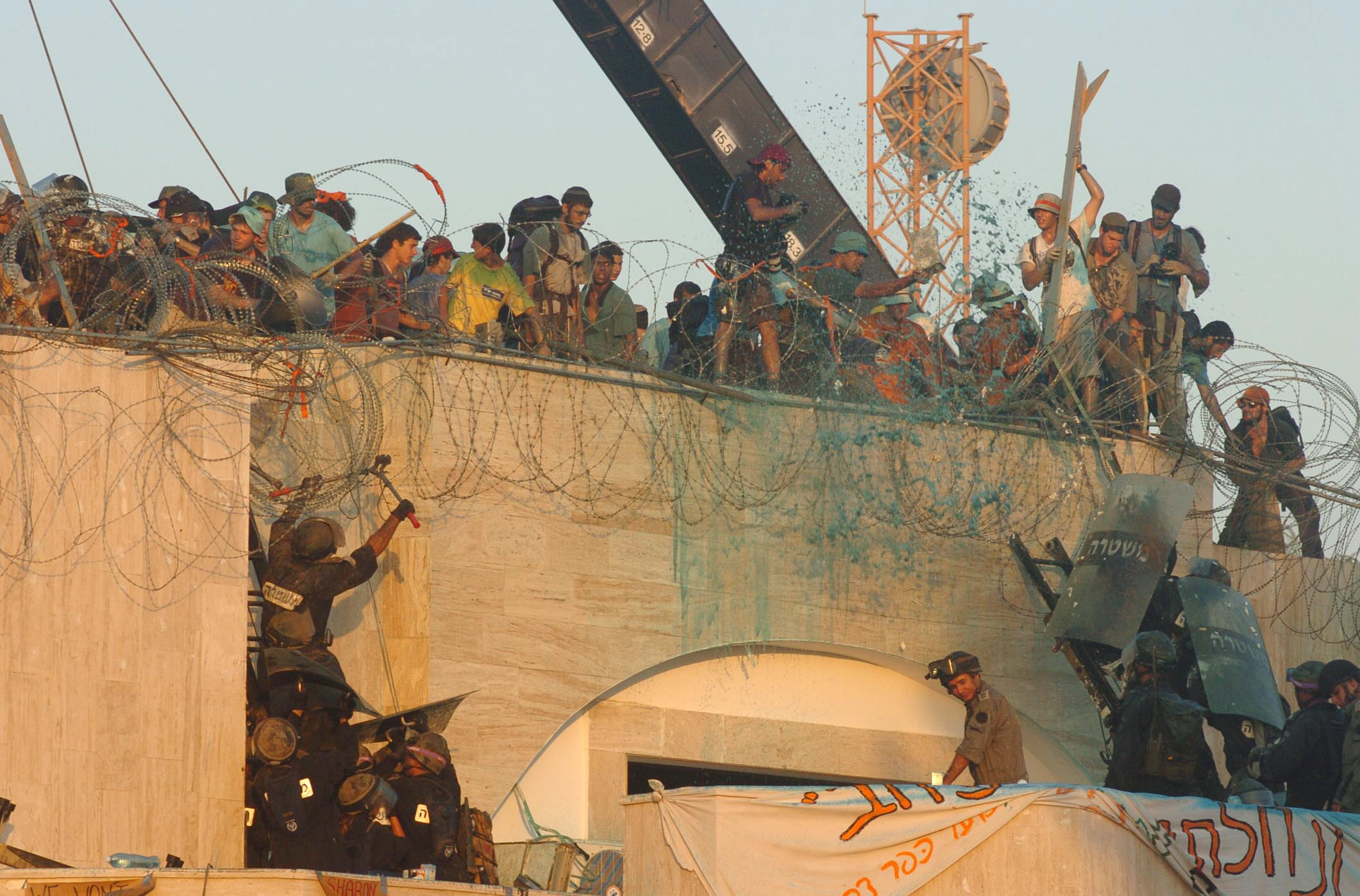
أعمال شغب أثناء إخلاء المستوطنين من مستعمرة كفار داروم

وفي 11 نوفمبر 2004، توفى ياسر عرفات، الرجل الذي يعتقد الكثيرون أنه من خطط الانتفاضة وأبقاها حية لأربع سنوات. في 9 يناير 2005، أسفرت الانتخابات الفلسطينية عن صعود محمود عباس إلى السلطة. وقام محمود عباس بجهود لإعادة النظام والاستقرار في الأراضي الفلسطينية، ووقف الهجمات ضد إسرائيل، مما دفع أرئيل شارون لتغيير موقفه تجاه المفاوضات؛ حيث أمر بإجراء تخفيض كبير في النشاط العسكري الإسرائيلي في الأراضي الفلسطينية، وقام بالعديد من الخطوات الإنسانية لمساعدة المدنيين الفلسطينيين. مما أدى إلى الاتفاق على عقد قمة شرم الشيخ بمساندة من الولايات المتحدة ومصر والأردن.
في ذلك اليوم، التقى عباس وشارون في قمة شرم الشيخ حيث تعهدًا بوقف الهجمات على الآخر، ووافق شارون على إطلاق سراح 900 أسير فلسطيني والانسحاب من مدن الضفة الغربية. رفضت حماس والجهاد الإسلامي أن تكونا طرفين في الاتفاق، وبعد خمسة أيام توصل عباس إلى اتفاق مع المنظمتين المعارضتين للالتزام بالهدنة بشرط أن يُقابل الانتهاك الإسرائيلي بالانتقام. ورأى أن التفجيرات الانتحارية هي المعيار الأفضل، حيث يمكن القول إنها أهم عنصر في العنف المرتبط بالانتفاضة الثانية، وأنه وفقًا لهذا المعيار، انتهت الانتفاضة خلال عام 2005.
يعتبر البعض يوم 8 فبراير 2005 نهاية رسمية للانتفاضة الثانية، على الرغم من استمرار العنف المتقطع خارج السيطرة. لكن الهجمات تصاعدت بين الطرفين في يوليو، واستأنفت إسرائيل سياسة «القتل المستهدف»، فقتلت 7 من نشطاء حماس وقصفت حوالي 4 منشآت تابعة لحماس. كما استمر القصف الصاروخي على المستوطنات الإسرائيلية قبل حركة الجهاد الإسلامي وكتائب شهداء الأقصى، وهذا ما هدد بهدم الهدنة المتفق عليها في قمة شرم الشيخ. فبدأت قوات الدفاع الإسرائيلية في حشد قواتها المدرعة حول قطاع غزة رداً على القصف. وفي صيف عام 2005، قامت الحكومة الإسرائيلية بإخلاء المستوطنات الإسرائيلية ومعسكرات الجيش الإسرائيلي من قطاع غزة و4 مستوطنات أخرى متفرقة في شمال الضفة الغربية، وهي نتيجة لمعركة أيام الغضب التي فشلت فيها إسرائيل في تحقيق أهدافها بمنع الصواريخ التي تطلق من غزة، ونشأت عن ذلك احتجاجات عارمة وأعمال شغب، وقامت الحكومة الإسرائيلية لاحقاً بتعويض المستوطنين مبالغ طائلة مقابل مغادرتهم المستعمرات بقطاع غزة.

## نتائج الانتفاضة الثانية على الفلسطينيين
- تصفية معظم الصف الأول من القادة الفلسطينيين أمثال ياسر عرفات وأحمد ياسين وعبد العزيز الرنتيسي وأبو علي مصطفى[12]
- اعتقال القائدين في حركة فتح مروان البرغوثي والجبهة الشعبية أحمد سعدات.[10]
- وثقت هيئة شؤون الأسرى والمحررين قرابة 126 ألف حالة اعتقال منذ اندلاع الانتفاضة الثانية، والأطفال كانوا من أكثر الفئات استهدافًا، فقد اعتقلت القوات الإسرائيلية ما يزيد عن 18 ألف طفل تقل أعمارهم عن الثامنة عشر.[10]
- تدمير البنية التحتية الفلسطينية؛ في تقرير شامل صادر عن وزارة المالية الفلسطينية يعالج الخسائر الإجمالية خلال الشهور الست الأولى من انتفاضة الأقصى، ويقدر إجمالي الخسائر بحوالي 3.868 مليون دولار موزعة  على أربعة مجالات وهي 2.521 مليون دولار خسائر قوى الأفراد، 633 مليون دولار خسائر الثروة الوطنية، 554 مليون دولار الأعباء الإضافية، 160 مليون دولار الأموال المحجوزة لدى الطرف الإسرائيلي، أما الخسائر البشرية والنفسية فمن الصعب تقديرها وتحديد نتائجها.[104] ويقول السيد محمد جرادة وكيل وزارة المالية خلال ندوة في غزة بتاريخ 9/5/2001 إن استمرار الحصار الاقتصادي والسياسي المفروض على الشعب الفلسطيني منذ حوالي ثمانية شهور وحتى الآن وما رافقه من تدمير للبنى التحتية في مختلف القطاعات الإنتاجية إضافة إلى أعمال القتل والتشريد وهدم المنازل وتجريف الأراضي الزراعية، كبد السلطة الوطنية خسائر فادحة بلغت حوالي 5.8 مليار دولار ويدلل هذه الرقم بالنسبة للخسائر أن المعدل اليومي للخسائر الإجمالية الفلسطينية حوالي 26 مليون دولار.[104]
- تدمير مؤسسات السلطة الفلسطينية.
- تدمير ممتلكات المواطنين؛ مثالٌ على ذلك ما حدث في 4 يناير 2004، حين جرفت السلطات الإسرائيليّة حوالي 50 دونماً من أراضي منطقة أبو العجين الواقعة في الجُزء الشرقيّ من دير البلح. وفي السابع من الشهر نفسه أفاد معهد الأبحاث التطبيقية-القدس بأنّ الجرّافات الإسرائيليّة دخلت منطقة الحكر الواقعة في جنوب دير البلح مُصاحبةً بوابلٍ كثيفٍ من النيران، وجرفت 70 دونماً من الأراضي المزروعة بالجوافة والبرتقال والتي تملكها عائلتا أبو هولي وأبو رزق.[105]
- استشهاد عدد كبير من أبناء فلسطين؛ وصل عدد المدنيين الفلسطينيين ممن قتلوا على أيدي قوات الأمن الإسرائيلية إلى الذروة بمعدل 35 وفاة شهريا في عام 2002، ونفس الرقم عام 2004.[15]
- الانسحاب الإسرائيلي من قطاع غزة.
- اختراع أول صاروخ فلسطيني في غزة من نوع (صاروخ قسام) وتطورت الفصائل وصنعت صواريخ كثر مثل صاروخ (قدس 4) التابع للجهاد الإسلامي و(صمود) التابع للجبهة الشعبية وقامت كتائب شهداء الأقصى الموجودة في قطاع غزة بصناعة صاروخ (أقصى 103) وقامت لجان المقاومة الشعبية بصناعة صاروخ (ناصر).
- فلتان أمني في الشارع الفلسطيني عقب الانتفاضة ومن ثم قامت قوات الأمن الفلسطينية بفرضه بالقوة.
- بناء جدار الفصل العنصري الإسرائيلي.[11]

## نتائج الانتفاضة الثانية على الإسرائيليين

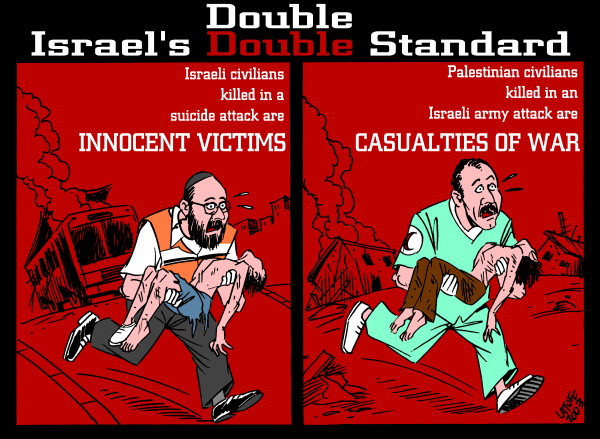
"المعيار المزدوج" كارلوس لطوف في رسم كاريكاتوري.

- انعدام الأمن في الشارع الإسرائيلي بسبب العمليات الاستشهادية.
- ضرب السياحة في إسرائيل بسبب العمليات الانتحارية.
- اغتيال وزير السياحة الإسرائيلي (زئيفي) على يد أعضاء من الجبهة الشعبية لتحرير فلسطين.
- إلحاق عدد من القتلى الإسرائيليين بسبب اجتياحات المدن الفلسطينية والاشتباكات مع رجال المقاومة وكثرة العمليات.
- مقتل قائد وحدة الهبوط المظلي الإسرائيلي (الكوماندوز) في معركة مخيم جنين.
- تحطيم مقولة الجيش الذي لا يُقهر في معركة مخيم جنين الذي قتل فيها 58 جندي إسرائيلي وجرح 142.
- ضرب اقتصاد المستوطنات الإسرائيلية.

## ردود الفعل العربية
أما الشارع العربي فقد تفاعل مع الانتفاضة لدرجة أن دولاً لم تعرف المظاهرات مثل دول الخليج خرجت فيها مظاهرات تأييدية لانتفاضة الأقصى، وهو ما أحرج الأنظمة العربية التي عقدت بعد ما يقرب من شهر على اندلاع الانتفاضة القمة العربية الطارئة في القاهرة وخرجت ببيان لم تصل فيه إلى مستوى آمال الشارع العربي، وإن كان فيه دعم وإعطاء صبغة شرعية أعمق لانتفاضة الأقصى. وبالمثل تحرك الشارع الإسلامي في مظاهرات حاشدة ودفع نحو تسمية مؤتمر الدوحة الإسلامي المنعقد في نوفمبر/ تشرين الثاني بقمة الأقصى وخرج بيان القمة ناقماً على الكيان الإسرائيلي وناقداً لأول مرة الموقف الأميركي المتسامح مع القمع الإسرائيلي.

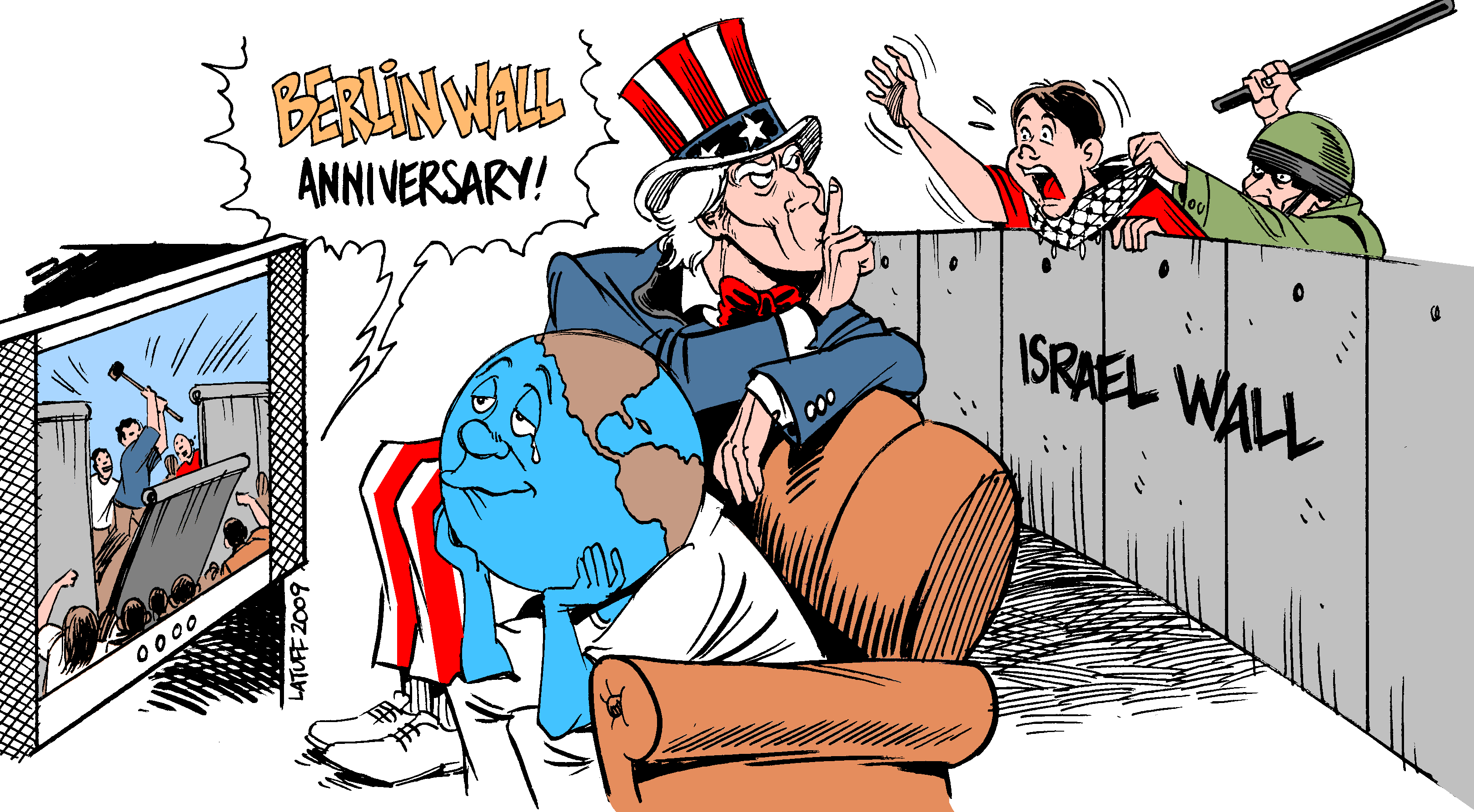
كاريكاتير يسخر من انشغال الرأي العام العالمي بذكرى سقوط جدار برلين، كارلوس لطوف.

أحيَت الانتفاضة جوانب منسيّة في المجتمع العربي فعادت من جديد الدعوة إلى مقاطعة البضائع الأميركية والإسرائيلية ونشط مكتب المقاطعة العربية وعقد اجتماعا في العاصمة السورية دمشق وإن لم يسفر الاجتماع عن كثير يذكر. كما شهدت الحركة الفنية عودة الأغنية الوطنية وشعر المقاومة وامتلأت الفضائيات العربية بمواد غزيرة عن انتفاضة الأقصى واحتلت الانتفاضة المساحة الأكبر في أغلب الفضائيات العربية. وأُعِدّ أكثر من فيلم سينمائي ووثائقي لتصوير معركة جنين إحدى معارك انتفاضة الأقصى، وايصالها للعالم مثل فيلم (جنين غراد)، وفيلم (جنين جنين) للمخرج محمد بكري حيث تعرض الفنان للتهديد والمقاضاة من قبل جنود الاحتلال، إلّا أن قام الفنان بإصدار قرار قضائي يسمح بنشر الفيلم في فلسطين وخارجها.

## المجتمع الدولي

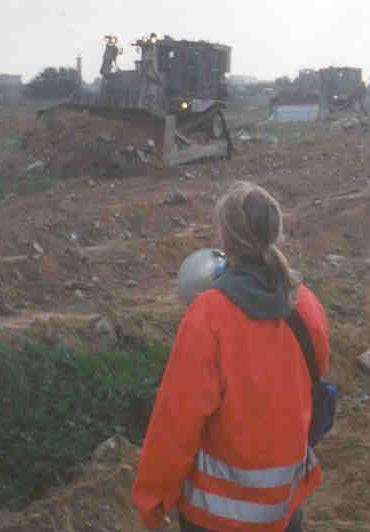
راشيل كوري 2003

حتى المجتمع الدولي خرج عن صمته وأدان الاعتداءات الإسرائيلية والاستخدام غير المتوازن للقوة العسكرية وصدرت العديد من القرارات والمقترحات الدولية التي تعتبر وثائق إدانة للجانب الإسرائيلي. من المفارقات أن الانتفاضة الأولى التي انطلقت في التاسع من ديسمبر/ كانون الأول من عام 1987 في غزة قادت إلى سلسلة اتفاقات السلام التي بدأت في أوسلو وانتهت عام 1993 بتوقيع اتفاق المبادئ. أما انتفاضة الأقصى فقادت إلى ما يقرب من دفن لعملية السلام وإظهار الرفض الشعبي الفلسطيني لها.
أثناء الانتفاضة الثانية، اثار مقتل الناشطة الحقوقية راشيل كوري على يد الجيش الإسرائيلي بتاريخ 16 مارس 2003 الرأي العالمي، عند محاولتها إيقاف جرافة عسكرية تابعة للقوات الإسرائيلية كانت تقوم بهدم مباني مدنية لفلسطينيين في مدينة رفح في قطاع غزّة، تعمد سائق الجرافة الإسرائيلية دهس راشيل والمرور على جسدها بالجرافة مرتين أثناء محاولتها لإيقافه قبل أن يقوم بهدم منزل لمدنيين.
لم يعد الفلسطينيون يتحدثون عن عملية السلام، واقتصر الحديث عن قرار 242 الذي يطالب بانسحاب الكيان الإسرائيلي عن الأراضي التي احتلتها في حرب 1967. ولوحظ لأول مرة ارتفاع حدة الخطاب الرسمي الفلسطيني والذي برز في تصريحات الرئيس الفلسطيني ياسر عرفات خصوصًا في لحظات تأبين الشهداء فكان يدعو إلى مواصلة الكفاح المُسلح وتحمل التضحيات لنيل الأهداف المشروعة للشعب الفلسطيني.

## وصلات خارجية
- أثر الاعتداءات والحصار الإسرائيلي على الأوضاع الاقتصادية في فلسطين
- يوميات الانتفاضة الفلسطينية دفاعا عن حق تقرير المصير للشعب الفلسطينى (قرأة وتحميل)
- قائمة الضحايا المدنيين الفلسطينيين في الانتفاضة الثانية
- قائمة الضحايا المدنيين الإسرائيليين في انتفاضة الثانية
- قائمة القتلى الاسرائليين منذ أيلول 2000